# Ivan Nekić
Ivan Nekić (* 24. Dezember 2000 in Zadar) ist ein kroatischer Fußballspieler.

## Karriere

### Verein
Nach seinen Anfängen in der Jugend des NK Zadar, HNK Rijeka und Inter Zaprešić wechselte Nekić im Sommer 2017 in die Herrenabteilung von Inter Zaprešić. Für seinen Verein bestritt er neun Spiele in der erstklassigen 1. HNL und 48 Spiele in der zweitklassigen 1. NL, bei denen ihm insgesamt ein Tor gelang. 
Als Inter Zaprešić wegen finanzieller Schwierigkeiten aufgelöst wurde, wechselte er im Sommer 2022 nach Polen zu Sandecja Nowy Sącz in die zweitklassige 1. Liga und bestritt dort insgesamt 14 Spiele.
Im Sommer 2023 kehrte er zurück nach Kroatien in die erstklassige 1. HNL zum NK Varaždin und bestritt dort insgesamt 37 Spiele. Im Winter 2025 wechselte er zum deutschen Erstligisten Holstein Kiel.